# Enrique Pardiñas
Enrique Pardiñas y Barreiros (-1920) fue el segundo presidente de la Real Sociedad de Fútbol, entre 1912 y 1915 y presidente de la Unión Española de Clubes (UECF) (1912-1914), entidad federativa precursora de la actual Real Federación Española de Fútbol.
Fue integrante de la administración colonial española de Cuba a finales del siglo XIX.
Establecido en San Sebastián, fue miembro de la alta sociedad donostiarra de principios del siglo XX. Destacó en el deporte de la vela, tanto como regatista (ganador de la primera edición de la Copa del Yacht Club Argentino en 1908), patrón, federativo y principalmente como comodoro del Real Club Náutico de San Sebastián, cargo que todavía ostentaba cuando falleció en 1920.

## Presidente de la Unión Española de Clubes de Fútbol
Enrique Pardiñas fue elegido presidente de la Real Sociedad de Fútbol en 1912. Como presidente de este club fue uno de los impulsores y fundadores de la Unión Española de Clubes de Fútbol (UECF). Fue elegido presidente de esta entidad en la asamblea de constitución de esta federación, celebrada en San Sebastián a finales de diciembre de 1912. Esta federación nació como alternativa a la previamente existente Federación Española de Clubes de Fútbol (FECF), con cuyo funcionamiento y estatutos los promotores estaban disconformes. Se afiliaron a la misma los equipos guipuzcoanos, con la reseñable excepción del Racing de Irun, una parte de los catalanes con el FC Barcelona a la cabeza y algunos clubes de otras regiones. La amistad persona de Pardiñas con la reina Victoria Eugenia hizo posible que la reina "donara" una Copa para la disputa del Campeonato de España patrocinado por esta federación. Así mismo Pardiñas logró que el rey Alfonso XIII concediera el título de "Real" a la UECF, antes de que hiciera lo propio como compensación a la mayoritaria y más antigua FECF. Este reconocimiento regio dotó de cierto prestigio a la UECF y la convirtió en una seria rival de la FECF, aunque el número de clubes afiliados a la misma era bastante menor. Durante 1913 se entabló una gran rivalidad entre ambas federaciones y se disputaron dos Campeonatos de España alternativos en marzo de 1913. En el campeonato patrocinado por la UECF, disputado en Barcelona;  la Real Sociedad presidida por el propio Pardiñas se enfrentó al FC Barcelona a doble partido por el título. Tras empatar en los dos partidos, el FC  Barcelona obtuvo la victoria en el definitivo tercer encuentro de desempate. El intento de la UECF de afiliarse a la FIFA provocó que la federación internacional lanzase un ultimátum a las dos federaciones españolas obligándolas a fusionarse si querían ser reconocidas por la FIFA. Durante el verano de 1913 se llevaron a cabo las arduas negociaciones entre las dos federaciones que llevaron finalmente a que se crearan varias federaciones regionales y la nueva Real Federación Española de Fútbol en septiembre de 1913. La Real Unión Española de Clubes, aunque sin actividad desde septiembre, no se disolvió oficialmente hasta el 5 de febrero de 1914. Pardiñas fue el único presidente en la breve historia de la UECF. La RFEF reconoció el título obtenido por el Barcelona en el torneo de la UECF como parte del palmarés de la Copa, como la Copa del Rey de Fútbol 1913.